# Lấy mẫu (xử lý tín hiệu)

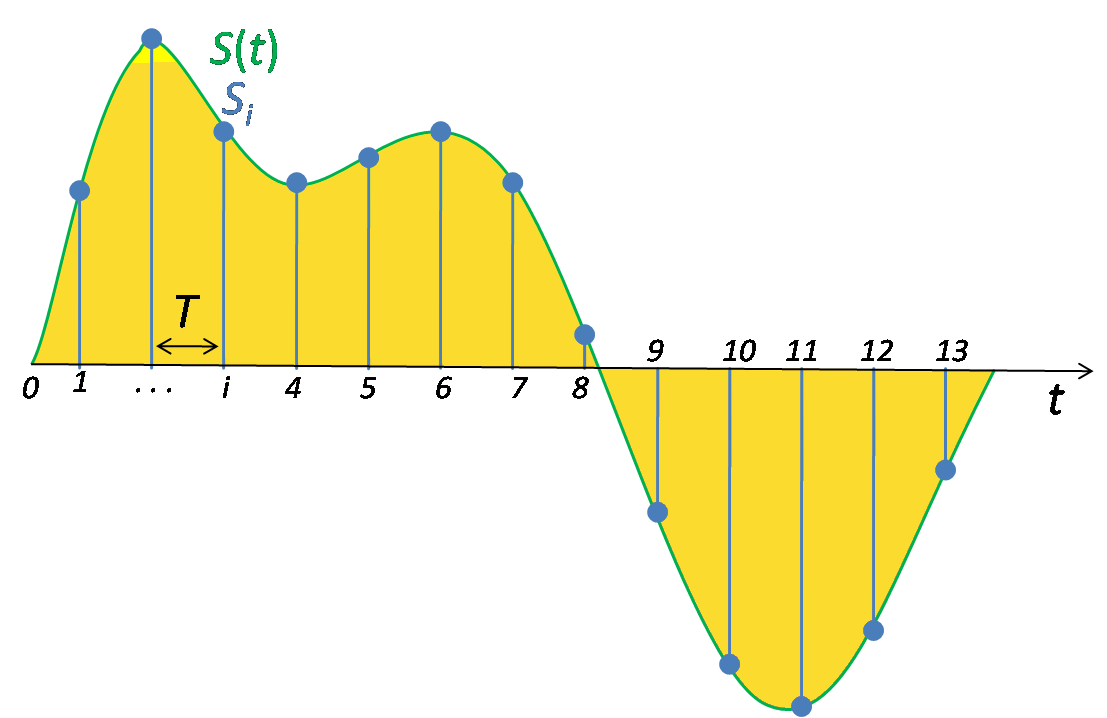
Lấy mẫu tín hiệu. Các tín hiệu liên tục có màu xanh lục còn các mẫu rời rạc có màu xanh lam.

Trong xử lý tín hiệu, lấy mẫu là chuyển đổi một tín hiệu liên tục thành một tín hiệu rời rạc. Một ví dụ phổ biến là việc chuyển đổi của một sóng âm thanh (một tín hiệu liên tục) thành một chuỗi các mẫu (một tín hiệu thời gian rời rạc).
Một mẫu chứa một giá trị hoặc tập hợp các giá trị tại một điểm trên trục thời gian (và/hoặc không gian).

## Lý thuyết
Lấy mẫu có thể được thực hiện cho các tín hiệu khác nhau trong hệ tọa độ không thời gian, hoặc với các hệ tọa độ bất kỳ, và kết quả tương tự thu được trong hệ tọa độ 2 hoặc nhiều chiều.
Đối với các tín hiệu khác nhau theo thời gian, ví dụ {\displaystyle s(t)} là một tín hiệu liên tục được lấy mẫu, và việc lấy mẫu được thực hiện bằng cách đo các giá trị của tín hiệu liên tục ở thời điểm mỗi giây {\displaystyle T}, T được gọi là khoảng thời gian lấy mẫu. Như vậy, tín hiệu sau khi được lấy mẫu {\displaystyle s[n]} được đưa ra bởi:
{\displaystyle s[n]=s(nT)}, với n = 0, 1, 2, 3,...

### Lý tưởng
Ở đây, tín hiệu được xác định chính xác tại thời điểm lấy mẫu nT. Trong toán học, có thể được biểu diễn bằng phép nhân hàm tín hiệu {\displaystyle s(t)} với hàm răng lược Dirac (hệ quả của hàm delta Dirac):
Tín hiệu sau khi lấy mẫu là sa:
{\displaystyle s_{\mathrm {a} }(t)=s(t)\cdot \sum _{n=-\infty }^{\infty }\delta (t-nT)}.
Phổ tần của sa là chuỗi Fourier của tín hiệu sa:
{\displaystyle S_{\mathrm {a} }(f)=S(f)*\left[{\frac {1}{T}}\sum _{n=-\infty }^{\infty }\delta \left(f-{\frac {n}{T}}\right)\right]}.
Tần số lấy mẫu hay tỷ lệ lấy mẫu fs được định nghĩa là số lượng các mẫu thu được trong một giây, hoặc fs=1/T. Tỷ lệ lấy mẫu được đo bằng hertz hoặc số mẫu/giây.
Trong một số trường hợp có thể tái tạo lại hoàn toàn và chính xác tín hiệu ban đầu (tái lập hoàn hảo).
Định lý lấy mẫu Nyquist-Shannon cung cấp điều kiện đủ (nhưng không phải lúc nào cũng cần thiết), theo đó có thể tái lập hoàn hảo tín hiệu. Định lý lấy mẫu đảm bảo rằng các tín hiệu có tần số giới hạn có thể được tái tạo hoàn toàn từ phiên bản mẫu của nó, nếu tỷ lệ lấy mẫu lớn hơn gấp đôi tần số tối đa (fs>2fmax). Tái lập trong trường hợp này có thể đạt được bằng cách sử dụng công thức nội suy Whittaker-Shannon.

### Thực tế

Ví dụ về sóng f_{a}(t) (màu đỏ) được thu bằng một mạch trích mẫu và giữ.

Do không thể tạo ra một hàm delta Dirac lý tưởng, cho nên tín hiệu có phần nào nhanh hơn so với thời điểm lấy mẫu thực tế, hay nói cách khác, khi đó tín hiệu biến đổi nhanh tương đối so với chuyển đổi của mạch ADC. Trong trường hợp này người ta sử dụng một 'mạch trích mẫu và giữ' (sampling and hold).
Hàm răng lược Dirac được thay thế bằng một xung chữ nhật với độ dài xung t0. Việc lấy mẫu được thực hiện bởi một mạch trích mẫu và giữ để giữ giá trị của một mẫu không đổi trong một độ dài của xung hình chữ nhật. Trong toán học, điều đó tương đương với một tích chập với một hàm rect:
{\displaystyle f_{a}(t)=\sum _{n=-\infty }^{\infty }f(nT)\cdot \operatorname {rect} \left({\frac {t-nT}{t_{0}}}\right)=\operatorname {rect} \left({\frac {t}{t_{0}}}\right)*\sum _{n=-\infty }^{\infty }f(t)\delta (t-nT)}
Phổ thu được:
{\displaystyle F_{a}(f)=t_{0}\cdot \operatorname {si} (\pi ft_{0})\cdot \left[F(f)*1/T\sum _{n=-\infty }^{\infty }\delta (f-nf_{a})\right]}.
Phổ tần này chứa đựng một yếu tố của hàm sinc. Điều này có thể sai lệch tín hiệu phục hồi và phải được khắc phục bởi một bộ lọc tái thiết (reconstruction filter).
Tần số bằng một nửa tỷ lệ lấy mẫu là một chặn trên của tần số cao nhất tương ứng với các tín hiệu lấy mẫu. Tần số này (một nửa tỷ lệ lấy mẫu) được gọi là tần số Nyquist của hệ thống lấy mẫu. Có thể quan sát thấy các tần số lớn hơn tần số Nyquist fN trong tín hiệu lấy mẫu, nhưng những tần số này không rõ ràng. Một phần tín hiệu có tần số f không thể được phân biệt với các thành phần khác có tần số NfN+f và NfN–f với N là số nguyên dương khác 0, sự không rõ ràng này được gọi là hiện tượng chồng phổ hay răng cưa. Để xử lý vấn đề này một cách càng mịn càng tốt, hầu hết các tín hiệu tương tự (analog) được lọc với một bộ lọc chống răng cưa (thường là một bộ lọc thông thấp với tần số cắt tại tần số Nyquist) trước khi chuyển đổi để lấy mẫu.

## Các biến dạng trong thực tế
Trong thực tế, các tín hiệu liên tục được lấy mẫu bằng cách sử dụng một mạch chuyển đổi tín hiệu tương tự sang tín hiệu số (ADC), đây là 1 thiết bị không lý tưởng. Điều này dẫn đến xuất hiện một độ lệch trong quá trình tái dựng lại tín hiệu so với lý thuyết, gọi chung là bị méo.
Các loại méo có thể xảy ra, bao gồm:
- Răng cưa hay hiện tượng chồng phổ (aliasing): một điều kiện tiên quyết của định lý lấy mẫu là tín hiệu phải có được giới hạn băng tần (bandlimited). Tuy nhiên, trong thực tế, không có tín hiệu nào trong thời gian vô hạn mà có băng tần hữu hạn cả.
- Jitter: là hiện tượng xung đồng bộ (xung điều khiển khoảng cách thời gian lấy mẫu) bị méo dạng hoặc bị sai lệch một cách không đồng đều.
- Nhiễu, bao gồm cả nhiễu do nhiệt hoặc nhiễu trong mạch analog...
- Lỗi do vận tốc tăng thế (Slew rate), gây ra bởi giá trị ngõ ra của thiết bị chuyển đổi ADC không thể thay đổi đủ nhanh.
- Lượng tử hóa như một hệ quả của độ chính xác hữu hạn các từ đại diện cho các giá trị chuyển đổi.
- Sai số mã hóa hay sai số lượng tử (Quantization): là lỗi xảy ra trong quá trình số hóa các giá trị của tín hiệu mẫu. Số bit mã hóa càng lớn thì sai số lượng tử sẽ càng nhỏ.

## Ứng dụng

### Lấy mẫu âm thanh
Âm thanh kỹ thuật số sử dụng điều chế mã xung (PCM) và các tín hiệu kỹ thuật số để tái tạo lại âm thanh, bao gồm chuyển đổi từ tín hiệu tương tự sang tín hiệu số (ADC), chuyển đổi từ tín hiệu số sang tín hiệu tương tự (DAC), lưu trữ, và truyền. Tính hữu ích chính của một hệ thống kỹ thuật số là khả năng lưu trữ, truy xuất và truyền tín hiệu mà không có bất kỳ tổn thất nào về mặt chất lượng.

#### Tần số lấy mẫu
Tai người có thể nghe được âm thanh ở tần số trong khoảng 20 Hz-20 kHz, theo định lý Nyquist thì tần số lấy mẫu tối thiểu phải là 40 kHz, vì vậy người ta thường lấy mẫu với tần số 44.1 kHz (CD), 48 kHz (DVD) hay 96 kHz.
Hiện nay, công nghệ lấy mẫu có xu hướng sử dụng tần số lấy mẫu vượt quá các yêu cầu cơ bản, ví dụ 96 kHz hay thậm chí là 192 kHz. Điều này trái ngược với những kết quả trong phòng thí nghiệm chứng minh rằng tai người không thể nghe được những âm thanh ở tần số siêu âm, tuy vậy trong một vài trường hợp, thì những siêu âm có khả năng tương tác và điều chỉnh một phần của phổ tần âm thanh (biến dạng do điều biến tương hỗ; intermodulation distortion hay IMD). Sự biến dạng điều biến này không có trong âm thanh thực và vì vậy nó là 1 đặc điểm đặc trưng của âm thanh nhân tạo. Một điểm lợi thế là nếu tần số lấy mẫu cao vượt mức thì sẽ giảm được những yêu cầu của bộ lọc thông thấp trong ADC và DAC.

#### Độ sâu số (bit depth)
Âm thanh thường được lượng tử hóa với độ sâu số 8, 16 hoặc 20 bit, trên mặt lý thuyết thì cực đại của 'tỷ số tín hiệu trên nhiễu lượng tử' (signal to quantization noise ratio; SQNR) sẽ cho ra dạng sóng sin chuẩn (pure sine wave) là khoảng 49.93dB, 98.09 dB và 122.17 dB. Âm thanh 8-bit nói chung là không còn được sử dụng nữa do nhiễu lượng tử (cực đại của tỷ số SQNR thấp), mặc dù những biên mã 8-bit theo thuật toán luật A và luật μ đóng độ phân giải thành 8 bit nhưng lại làm tăng hệ số méo phi tuyến (total harmonic distortion; THD). Chất lượng âm thanh của CD được mã hóa với 16 bit. Nhiễu nhiệt (thermal noise) làm hạn chế số lượng các bit thực sự có thể được sử dụng trong quá trình lượng tử hóa. Vài hệ thống analog (tương tự) có tỉ số tín hiệu trên tạp âm (SNR hay S/N) vượt quá 120 dB, do đó sẽ cần hơn 20 bit để lượng tử hóa.

### Lấy mẫu video
Standard-definition television (SDTV) sử dụng 720x480 pixel (USA, hệ màu NTSC 525 dòng quét đơn) hoặc 704x576 pixel (Anh, hệ màu PAL 625 dòng quét đơn) cho khung hình có thể nhìn thấy.
High-definition television (HDTV) hiện đang chú trọng tới ba tiêu chuẩn là 720p, 1080i và 1080p (còn được gọi là Full-HD).